# Franz Lemmermeyer
Franz Lemmermeyer (né le 20 février 1962 à Zipplingen, qui fait partie de la commune d'Unterschneidheim) est un mathématicien allemand, historien des mathématiques et professeur de mathématiques.

## Biographie
Lemmermeyer obtient son doctorat en 1995 à l'université de Heidelberg sous la direction de Peter Roquette (titre de sa thèse : Die Konstruktion von Klassenkörpern). Il enseigne ensuite à l'Université de Heidelberg, à l'Université de Sarrebruck, à l'université de Bonn ; de 2000 à 2002 il est à la California State University San Marcos (en). Il enseigne ensuite  à l'Université Bilkent près d'Ankara, où il est professeur associé de 2003 à 2007. Depuis 2007, il est professeur de mathématiques à l'École des filles St. Gertrudis à Ellwangen.

## Travaux
Lemmermeyer travaille  principalement en théorie des nombres des courbes elliptiques et en théorie des nombres algébriques (lois de réciprocité, théorie des corps de classes, corps de nombres avec algorithme euclidien). Il a écrit un livre sur l'histoire des lois de réciprocité en théorie des nombres, Reciprocity Laws. From Euler to Eisenstein (2000). Avec Peter Roquette, il a participé à la l'édition de la correspondance entre Helmut Hasse et Emil Artin (avec Günther Frei ) et entre Helmut Hasse et Emmy Noether et aussi entre Hasse, Scholz et Taussky. Il est également éditeur, avec Herbert Pieper, du cours de théorie des nombres de Carl Gustav Jacobi datant de 1836-1837 .
Franz Lemmermeyer est également co-auteur de la nouvelle édition de l'Algèbre de Falko Lorenz. Dans le cadre des Opera Omnia d'Euler, il édite, avec M. Mattmüller, la correspondance avec Christian Goldbach.
En 2016 Franz Lemmermeyer a reçu un doctorat honoris causa de la Faculté Carl Friedrich Gauß de l'Université technique Carolo-Wilhelmina à Braunschweig.

## Ouvrages (sélection)
Comme auteur :
- Reciprocity laws : from Euler to Eisenstein, Springer, coll. « Springer Monographs in Mathematics », 2000, xix+487 (ISBN 3-540-66957-4, zbMATH 0949.11002)[4].
- Quadratische Zahlkörper Ein Schnupperkurs, Saarbrücken, Südwestdeutscher Verlag für Hochschulschriften, 2011 (ISBN 978-3-8381-2786-6, lire en ligne)
- Mathematik à la Carte. Elementargeometrie an Quadratwurzeln mit einigen geschichtlichen Bemerkungen, Springer, 2015 (ISBN 978-3-662-45269-1 et 978-3-662-45270-7, présentation en ligne)
- Mathematik à la Carte. Mathematik à la carte. Quadratische Gleichungen mit Schnitten von Kegeln, Springer, 2016, x+241 (ISBN 978-3-662-50340-9 et 978-3-662-50341-6, zbMATH 06654307)
- Quadratische Zahlkörper. Eine Einführung mit vielen Beispielen, Springer, 2017, viii+188 (ISBN 978-3-662-53821-0 et 978-3-662-53822-7, zbMATH 1393.11001)
- avec Falko Lorenz, Algebra 1. Körper und Galoistheorie, Elsevier/Spektrum Akademischer Verlag, 2007, 4e éd., x+390 (ISBN 978-3-8274-1609-4, zbMATH 1144.12001)

Comme éditeur :
- avec Peter Roquette, Helmut Hasse und Emmy Noether : die Korrespondenz 1925-1935, Universitätsverlag Göttingen, 2006 (ISBN 3-938616-35-0, lire en ligne)
- avec Peter Roquette, Der Briefwechsel Hasse – Scholz – Taussky, Universitätsverlag Göttingen, 2016, xxii+575 (ISBN 978-3-86395-253-2, zbMATH 1353.01002, lire en ligne)
- avec Günther Frei et Peter Roquette, Emil Artin and Helmut Hasse. The correspondence 1923–1958 Zbl, Bâle, Springer, coll. « Contributions in Mathematical and Computational Sciences » (no 5), 2014, xx+484 (ISBN 978-3-0348-0714-2 et 978-3-0348-0715-9, zbMATH 1294.01004).
- avec Herbert Pieper, Vorlesungen über Zahlentheorie Carl Gustav Jacob Jacobi ; Wintersemester 1836/37, Königsberg, Augsbourg, Rauner, 2007 (ISBN 978-3-936905-25-0)